# Natació als Jocs Olímpics d'Estiu de 1932 - relleus 4x200 metres lliures masculins
Els 4x200 metres lliures masculins va ser una de les onze proves de natació que es disputaren als Jocs Olímpics d'Estiu de Los Angeles de 1932. La competició es disputà el 9 d'agost de 1932. Hi van prendre part 28 nedadors procedents de 7 països.

## Medallistes
| Or                                                                        | Plata                                                                      | Bronze                                                                 |
| JapóYasuji Miyazaki · Hisakichi Toyoda · Takashi Yokoyama · Masanori Yusa | Estats UnitsFrank Booth · George Fissler · Maiola Kalili · Manuella Kalili | HongriaIstván Bárány · László Szabados · András Székely · András Wanié |

## Rècords
Aquests eren els rècords del món i olímpic que hi havia abans de la celebració dels Jocs Olímpics de 1932.
| Rècord del Món | 9:34.0 | András Wanié László Szabados András Székely István Bárány  | París (FRA)     | 1931              |
| Rècord Olímpic | 9:36.2 | Austin Clapp Walter Laufer George Kojac Johnny Weissmuller | Amsterdam (NED) | 9 d'agost de 1928 |

El Japó va establir un nou rècord mundial amb un temps de 8' 58,4". Van superar el rècord mundial vigent en més de 35 segons i van trencar la barrera dels nou minuts.

## Resultats
Amb tan sols set països participants en aquesta prova, no es van disputar eliminatòries prèvies.
Final
| Posició | Nedadores                                                                      | Temps     | 1r relleu | 2n relleu | 3r relleu | 4t relleu |
| ------- | ------------------------------------------------------------------------------ | --------- | --------- | --------- | --------- | --------- |
| 1       | Yasuji Miyazaki, Masanori Yusa, Hisakichi Toyoda i Takashi Yokoyama (JPN)      | 8:58.4 WR | 2:14.1    | 2:14.7    | 2:14.8    | 2:14.8    |
| 2       | Frank Booth, George Fissler, Maiola Kalili i Manuella Kalili (USA)             | 9:10.5    | 2:20.2    | 2:17.0    | 2:18.6    | 2:17.7    |
| 3       | András Wanié, László Szabados, András Székely i István Bárány (HUN)            | 9:31.4    | 2:25.8    | 2:26.5    | 2:21.3    | 2:17.8    |
| 4       | George Larson, George Burrows, Munroe Bourne i Walter Spence (CAN)             | 9:36.3    | 2:26.0    | 2:28.0    | 2:24.0    | 2:18.3    |
| 5       | Joseph Whiteside, Bob Leivers, Reginald Sutton i Mostyn Ffrench-Williams (GBR) | 9:45.8    | 2:27.4    | 2:25.8    | 2:25.3    | 2:27.1    |
| 6       | Carlos Kennedy, Leopoldo Tahier, Roberto Peper i Alfredo Rocca (ARG)           | 10:13.1   |           |           |           |           |
| 7       | Manoel Lourenço, Isaac Moraes, Manoel Villar i Benvenuto Nunes (BRA)           | 10:36.5   |           |           |           |           |